# Zeynep Dag
Zeynep Dag ([zeɪnɛp dɑɣ]) (26 juli 1990) is een Nederlandse schoenenontwerpster die in januari 2017 haar eerste schoencollectie heeft gepresenteerd onder de merknaam Alzúarr. Zij heeft schoenen verkocht aan onder andere Beyoncé, Rihanna en Jennifer Lopez.
Dag volgde een opleiding bij Fontys Hogeschool voor de Kunsten in de richting Academy for Art, Communication and Design. Na het afronden van de master kunstgeschiedenis en de docentenopleiding bij ArtEZ ging ze in 2014 werken als docent bij Fontys.
In november 2017 won zij de prijs Etnische ondernemer van het jaar van de EZVN. Tevens is zij genomineerd geweest voor de Eindhoven Cultuurprijs 2018.
In januari 2019 opende zij haar Fashion en Business School, de BFA.
In het voorjaar van 2024 was Dag als hoofdgast te zien in het AVROTROS-programma Who's that girl?.
Dag verkoopt haar schoenen zowel online als via haar eigen winkel in Qatar en showroom in Parijs.